# David Andrew Sitek
David Andrew Sitek (nascido em 1972), é um músico, guitarrista e produtor, é mais conhecido por ser membro da banda norte-americana TV on the Radio.
Além do TV on the Radio, David Sitek foi membro das bandas Yeah Yeah Yeahs, Liars, Foals, Celebration, e mais recentemente Jane's Addiction. David também é produtor e trabalha em projetos paralelos à banda nova-iorquina.
Em abril de 2008, Sitek foi nomeado o Número Um na NME's Future 50 list of the most forward thinking people in music today. 
Em 2009, Sitek contribuiu com um cover de "With a Girl Like You" para o álbum beneficente contra AIDS, Dark Was the Night, produzido pela Red Hot Organization. 
Um álbum solo Sitek sob o nome Maximmum Baloon foi lançado em 21 de setembro de 2010 pela Interscope com canções individuais lançadas como singles em 15 de junho de 2010. O álbum inclui contribuições de muitos convidados, incluindo David Byrne, Tunde Adebimpe e Karen O.

## Biografia
Nascido em 1972, David Sitek cresceu em Columbia, Maryland, juntamente com seus irmãos. Sua mãe trabalhava no ensino público com uma licenciatura em psicologia infantil e, de acordo com Sitek, "foi muito bom sobre deixar eu e meus irmãos explorar coisas. Tanto é assim que [ela] me deixou começar uma banda de hardcore e praticar em nossa casa quando eu tinha 14 anos". Sitek desenvolveu um interesse pela música desde cedo influenciado por sua tia Paula. "Escapou da casa [para ver] Jimi Hendrix nos anos 60, e foi realmente 'para dentro' de Talking Heads e Blondie"
Dave Sitek trabalhou uma vez em um coffee shop com o futuro companheiro de banda TV on the Radio, Kyp Malone, e o baixista da banda Grizzly Bear, Chris Taylor.

## Discografia
TV on the Radio
- OK Calculator (Demo/2002)
- Young Liars (EP/2003)
- Desperate Youth, Blood Thirsty Babes (2004)
- New Health Rock (EP/2004)
- Return to Cookie Mountain  (2006)
- Dear Science  (2008)
- Nine Types of Light  (2011)

Jane's Addiction
- The Great Escape Artist  (2011)

Trabalho solo
- Maximum Balloon (2010)[8][9]